# Javier Los Arcos y Miranda
Javier Los Arcos y Miranda (Sangüesa, 17 de novembre de 1847 - Badalona, 27 de març de 1905) fou un enginyer, militar i polític navarrès, acadèmic de la Reial Acadèmia de Ciències Exactes, Físiques i Naturals.

## Biografia
En 1866 va ingressar a l'Acadèmia d'Enginyers de Guadalajara, d'on es va graduar com a tinent en 1871. Va lluitar en la Campanya del Nord de la Tercera Guerra Carlina adaptant les fortificacions de Pamplona i d'alguns forts de Bilbao per defensar-la millor de l'artilleria. En acabar la guerra fou ascendit a capità i va ser secretari de la Comandància general d'Enginyers de Pamplona.
Després treballaria com a professor d'arquitectura militar a l'Acadèmia d'Enginyers de Guadalajara, i catedràtic a l'Escola d'Enginyers de Madrid. Fou elegit diputat pel districte d'Aoiz a les eleccions generals espanyoles de 1876, 1879, 1884, 1886, 1891 i 1893. Va defensar els interessos navarresos durant la Gamazada. També fou director general de Correus, d'Establiments Penals i vocal de la Junta d'Aranzels.
En 1890 fou escollit acadèmic de la Reial Acadèmia de Ciències Exactes, Físiques i Naturals, i en va prendre possessió en 1891 amb el discurs Aplicaciones de las Ciencias Exactas, Físicas y Naturales, al arte de las guerras.

## Obres
- Organización militar y sistema permanente defensivo de la Península... (1875)